# Paul Dano
Paul Franklin Dano (Nova Iorque, 19 de junho de 1984) é um ator norte-americano. Atuou em filmes como L.I.E. (2001), The Girl Next Door (2004), Little Miss Sunshine (2006), There Will Be Blood (2007), Prisoners (2013), Okja (2017) e The Batman (2022).
Dano começou sua carreira na Broadway antes de fazer sua estreia no cinema em The Newcomers (2000). Ele ganhou o Prêmio Espírito Independente para Melhor Desempenho de Estreia por seu papel em L.I.E. e recebeu elogios por seu papel como Dwayne Hoover em Little Miss Sunshine. Por seus papéis duplos como Paul e Eli Sunday em There Will Be Blood (2007), foi nomeado ao BAFTA de Melhor Ator Coadjuvante. Dano também recebeu elogios por papéis como John Tibeats em 12 Anos de Escravidão (2013) e Alex Jones em Prisioneiros (2013). Sua atuação como o músico Brian Wilson em Love & Mercy (2014), deu-lhe uma indicação ao Globo de Ouro na categoria de Melhor Ator Coadjuvante.

## Biografia
Dano nasceu em Nova Iorque, filho de Gladys Dano (nascida Pipp) e Paul A. Dano, um consultor financeiro. Dano tem uma irmã mais nova, Sarah.
Ele passou os primeiros anos de sua infância em Nova York e, inicialmente, frequentou a Escola Browning, enquanto seu pai, um advogado aposentado, trabalhava como um homem de negócios em Nova York.
Enquanto ele ainda era uma criança, a família Dano mudou-se para New Canaan, Connecticut, finalmente se estabelecer em Wilton, Connecticut. Dano continuou a sua formação, em Wilton High School, graduando-se em 2002 para prosseguir e participar do Eugene Lang College em Nova York, NY. Ele envolveu-se nas comunidades de teatro e durante a realização, em Nova Canaã seus pais foram incentivados a levá-lo para Nova York.

## Filmografia
| Cinema      | Cinema                                               | Cinema                   | Cinema      |
| Ano         | Título                                               | Papel                    | Notas       |
| ----------- | ---------------------------------------------------- | ------------------------ | ----------- |
| 2023        | Dinheiro Fácil                                       | Keith Gill               |             |
| 2022        | The Fabelmans                                        | Burt Fabelman            |             |
| 2022        | The Batman                                           | Edward Nashton / Charada |             |
| 2021        | O Culpado                                            | Matthew Fontenot         | Voz         |
| 2020        | The Great Work Begins. Scenes from Angels in America | Prior                    |             |
| 2017        | Okja                                                 | Jay                      |             |
| 2016        | Swiss Army Man                                       | Hank Thompson            |             |
| 2015        | Youth                                                | Jimmy Tree               |             |
| 2014        | Love & Mercy                                         | Brian Wilson             |             |
| 2013        | 12 Anos de Escravidão                                | John Tibeats             |             |
| 2013        | Prisoners                                            | Alex Jones               |             |
| 2012        | Looper                                               | Seth                     |             |
| 2012        | Ruby Sparks - A Namorada Perfeita                    | Calvin                   |             |
| 2011        | Cowboys & Aliens                                     | Percy Dolarhyde          |             |
| 2010        | For Ellen                                            | Joby                     |             |
| 2010        | Knight & Day                                         | Simon Feck               |             |
| 2010        | Meek's Cutoff                                        | Thomas Gately            |             |
| 2010        | The Extra Man                                        | Louis Ives               |             |
| 2009        | Onde Vivem os Monstros                               | Alexander                | Voz         |
| 2009        | The Good Heart                                       | Lucas                    |             |
| 2009        | Aconteceu em Woodstock                               | Rapaz VW                 |             |
| 2008        | Gigantic                                             | Brian Weathersby         |             |
| 2008        | Explicit Ills                                        | Rocco                    |             |
| 2007        | Sangue Negro                                         | Paul Sunday / Eli Sunday |             |
| 2007        | Weapons                                              | Chris                    |             |
| 2006        | Nação Fast Food                                      | Brian                    |             |
| 2006        | Pequena Miss Sunshine                                | Dwayne                   |             |
| 2005        | The King                                             | Paul                     |             |
| 2005        | O Mundo de Jack e Rose                               | Thaddius                 |             |
| 2004        | Roubando Vidas                                       | Asher jovem              |             |
| 2004        | Show de Vizinha                                      | Klitz                    |             |
| 2004        | Light and the Sufferer                               | Don                      |             |
| 2002        | O Clube do Imperador                                 | Martin Blythe            |             |
| 2002        | Too Young to Be a Dad                                | Matt Freeman             | Para TV     |
| 2001        | L.I.E.                                               | Howie Blitzer            |             |
| 2000        | The Newcomers                                        | Joel                     |             |
| Televisão   |                                                      |                          |             |
| Ano         | Títilo                                               | Papel                    | Notas       |
| 2018        | Escape at Dannemora                                  | David Sweat              | Minissérie  |
| 2016        | Guerra e Paz                                         | Pierre Bezukhov          | 6 episódios |
| 2004 / 2002 | The Sopranos                                         | Patrick Whalen           | 2 episódios |
| 1998        | Smart Guy                                            | Nicholas                 | 1 episódio  |

## Prêmios e indicações
| Prêmios | Prêmios   | Prêmios                      | Prêmios                                            | Prêmios               |
| Ano     | Resultado | Premiação                    | Categoria                                          | Título                |
| ------- | --------- | ---------------------------- | -------------------------------------------------- | --------------------- |
| 2023    | Indicado  | Critics' Choice Awards       | Melhor Ator Coadjuvante                            | The Fabelmans         |
| 2019    | Indicado  | Emmy Awards                  | Melhor Ator Coadjuvante em Minissérie ou Telefilme | Escape at Dannemora   |
| 2015    | Indicado  | Globo de Ouro                | Melhor Ator Coadjuvante em Cinema                  | Love & Mercy          |
| 2008    | Indicado  | BAFTA Film Award             | Melhor Ator (coadjuvante/secundário)               | Sangue Negro          |
| 2008    | Venceu    | Chlotrudis Award             | Melhor Ator (coadjuvante/secundário)               | Sangue Negro          |
| 2007    | Venceu    | Critics' Choice Movie Awards | Melhor Ator Jovem                                  | Pequena Miss Sunshine |
| 2007    | Indicado  | Empire Award                 | Melhor Ator Estreante                              | Pequena Miss Sunshine |
| 2007    | Indicado  | Independent Spirit Award     | Melhor Ator (coadjuvante/secundário)               | Pequena Miss Sunshine |
| 2007    | Venceu    | Screen Actors Guild Awards   | Performance Marcante de Elenco                     | Pequena Miss Sunshine |
| 2006    | Indicado  | Gotham Awards                | Melhor Elenco                                      | Pequena Miss Sunshine |
| 2006    | Venceu    | PFCS Award                   | Melhor Elenco                                      | Pequena Miss Sunshine |
| 2003    | Venceu    | Fantasporto                  | Melhor Ator                                        | L.I.E.                |
| 2002    | Venceu    | Independent Spirit Award     | Melhor Performance Estreante                       | L.I.E.                |
| 2001    | Venceu    | Grand Jury Award             | Ator Marcante                                      | L.I.E.                |
| 2001    | Venceu    | Stockholm Film Festival      | Melhor Ator                                        | L.I.E.                |